# العلاقات الباكستانية الميانمارية
العلاقات الباكستانية الميانمارية هي العلاقات الثنائية التي تجمع بين باكستان وميانمار.

## مقارنة بين البلدين
هذه مقارنة عامة ومرجعية للدولتين:
| وجه المقارنة                                              | باكستان                     | ميانمار          |
| --------------------------------------------------------- | --------------------------- | ---------------- |
| المساحة (كم2)                                             | 881.91 ألف                  | 676.58 ألف       |
| عدد السكان (نسمة)                                         | 197.02 مليون                | 53.37 مليون      |
| الكثافة السكانية (ن./كم²)                                 | 223.4                       | 78.88            |
| العاصمة                                                   | إسلام آباد                  | نايبيداو، يانغون |
| اللغة الرسمية                                             | لغة إنجليزية، اللغة الأردية | اللغة البورمية   |
| العملة                                                    | روبية باكستانية             | كيات ميانماري    |
| الناتج المحلي الإجمالي (بليون دولار)                      | 304.95 مليار                | 69.32 مليار      |
| الناتج المحلي الإجمالي (تعادل القوة الشرائية) بليون دولار | 946.67 مليار                | 282.95 مليار     |
| الناتج المحلي الإجمالي الاسمي للفرد دولار أمريكي          | 1.43 ألف                    | 1.16 ألف         |
| الناتج المحلي الإجمالي للفرد دولار أمريكي                 | 4.81 ألف                    |                  |
| مؤشر التنمية البشرية                                      | 0.538                       | 0.536            |
| رمز المكالمات الدولي                                      | +92                         | +95              |
| رمز الإنترنت                                              | .pk                         | .mm              |
| المنطقة الزمنية                                           | ت ع م+05:00                 | ت ع م+06:30      |

## منظمات دولية مشتركة
يشترك البلدان في عضوية مجموعة من المنظمات الدولية، منها:
| علم المنظمة | اسم المنظمة                        | تاريخ انضمام باكستان | تاريخ انضمام ميانمار |
| ----------- | ---------------------------------- | -------------------- | -------------------- |
|             | المنظمة الهيدروغرافية الدولية      | ?                    | ?                    |
|             | مؤسسة التمويل الدولية              | 20 يوليو 1956        | 3 ديسمبر 1956        |
|             | منظمة حظر الأسلحة الكيميائية       | ?                    | ?                    |
|             | يونسكو                             | 14 سبتمبر 1949       | 27 يونيو 1949        |
|             | الأمم المتحدة                      | 30 سبتمبر 1947       | 19 أبريل 1948        |
|             | الاتحاد الدولي للاتصالات           | 26 أغسطس 1947        | 15 سبتمبر 1937       |
|             | منظمة الشرطة الجنائية الدولية      | ?                    | ?                    |
|             | البنك الدولي للإنشاء والتعمير      | 11 يوليو 1950        | 3 يناير 1952         |
|             | الاتحاد البريدي العالمي            | ?                    | ?                    |
|             | وكالة ضمان الاستثمار متعدد الأطراف | 12 أبريل 1988        | 16 ديسمبر 2013       |
|             | بنك التنمية الآسيوي                | 1966                 | 1973                 |
|             | منظمة التجارة العالمية             | ?                    | ?                    |
|             | منتدى آسيان الإقليمي ‏              | ?                    | ?                    |

## وصلات خارجية
- موقع وزارة الخارجية الباكستانية
- موقع وزارة الخارجية الميانمارية